# 珊瑚寺 (前橋市)
珊瑚寺（さんごじ）は、群馬県前橋市富士見町石井にある天台宗の寺院。正式名は石井山 三光院 珊瑚寺（いしいさん さんこういん さんごじ）。本尊は阿弥陀如来。ツツジの名所として知られている。旧名は三錮寺または三鈷寺と伝える。

## 歴史
大同元年（806年）または同2年（807年）、勝道上人による開山と伝える。
その後無住となったが正治年間（1199年 - 1201年）に梶原氏の尼僧（梶原景時の娘と伝える）により再興され尼寺となった。
永享年間（1429年 - 1441年）に長尾景仲が訪れ、月江正文を住持として再興した。
その後再び無住となったが、文明年間（1469年 - 1487年）に義貫が再興し天台宗に改め、三光院珊瑚寺と号した。明暦年間（1655年 - 1658年）に龍蔵寺の末寺となり、文化6年（1809年）に寛永寺の直末となった。
明治6年（1873年）石井小学校（現・前橋市立石井小学校）が開設されると珊瑚寺を仮校舎とした。

## 境内

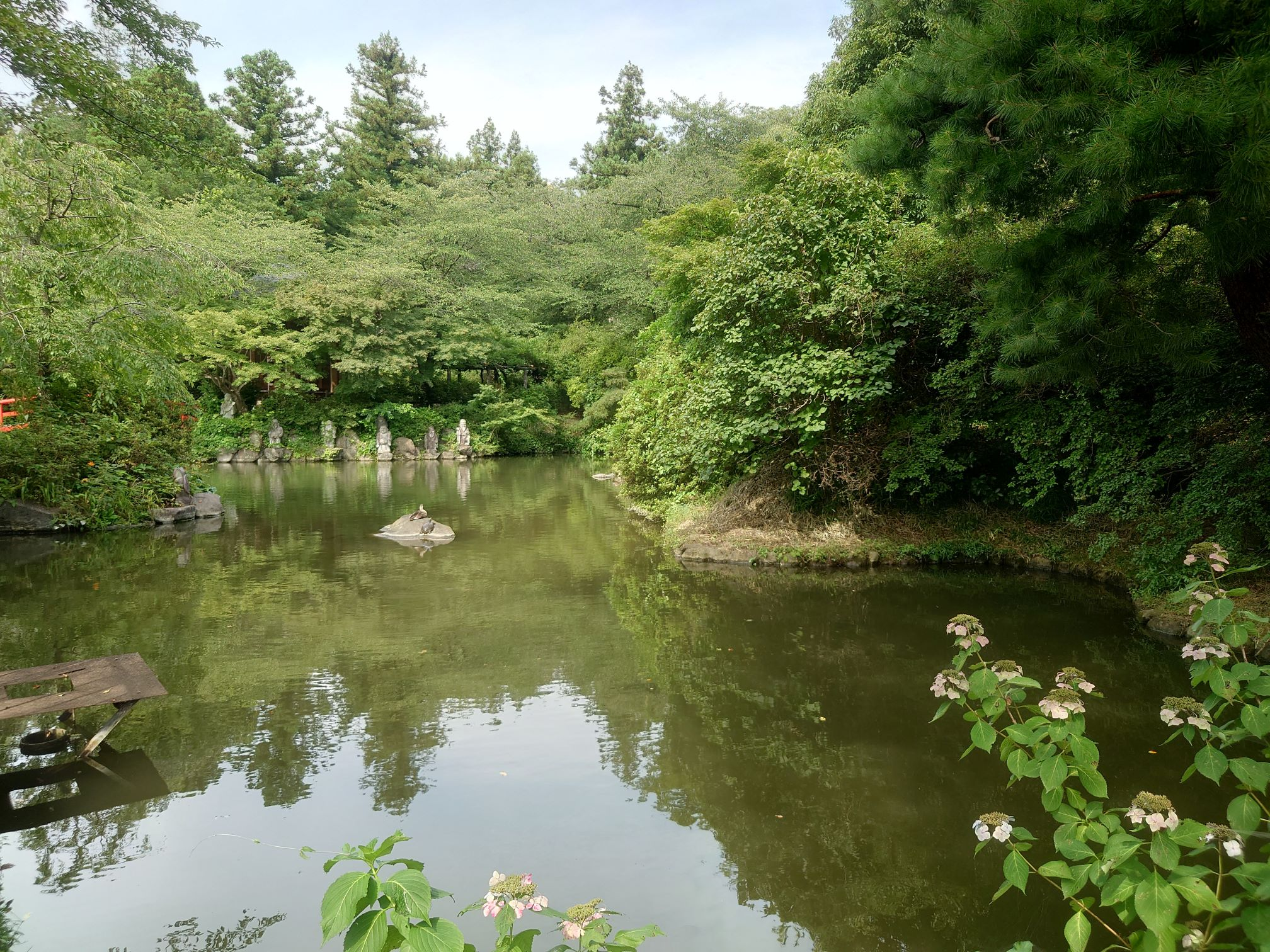
心字池と弁天堂

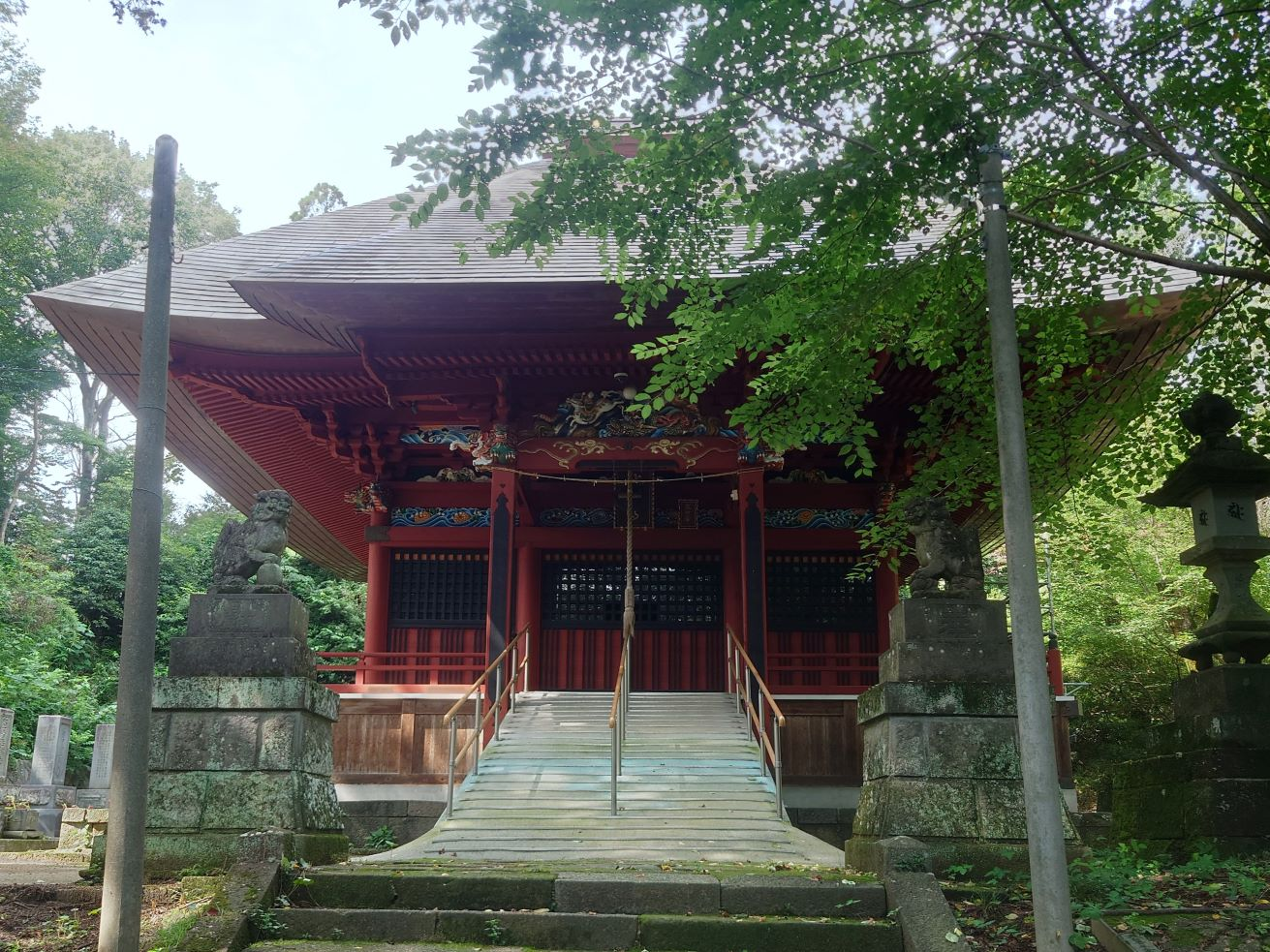
地蔵堂

### 本堂
昭和12年（1937年）に焼失した後、昭和26年（1951年）の再建。

### 心字池
形が心の字に似ることからこの名があるという。

### 弁天堂
文化11年（1814年）の建立。現在の堂は平成22年（2010年）の再建。

### 地蔵堂
当初の地蔵堂は建久年間（1190年 - 1199年）に建立され、行基作の地蔵菩薩像を納めていたとされるが、永禄年間（1558年 - 1570年）に兵火で焼失したという。寛永年間（1624年 - 1645年）に前橋藩主酒井阿波守によって再建され、現在の堂は宝暦4年（1753年）に前橋藩主松平大和守の寄進により建造された。

## 伝説
江戸時代の地誌では、源頼朝・梶原景時の墓があったと伝える。明治10年の『石井村誌』によると、梶原景時の娘が尼となって景時父子と主君頼朝の墓を建立したという。江戸時代の『上野風土勢多物語』では、梶原景時の娘が尼となり景時父子・頼朝の菩提を弔った草庵に建長寺から正文禅師を招いて追善するよう、応永27年（1420年）に長尾景興（景仲の祖父）が夢でお告げを得て、禅師が供養を行ったところ景時が夢に現れ礼を言い、景興に留まるよう請われた禅師が開山となったのが石井村の普門院であるとする。月江正文の前に盲人の姿をした景時の霊が現れ、礼を言ったとの伝説もある。
明治10年『石井村誌』によれば、境内に「月江池」という直径1丈1尺5寸（約3.5m）の円形の池があり、月江正文の道場があった地だとされる。月江池には以下のような伝説がある。長尾景仲の招聘を受けて珊瑚寺を再興した正文禅師は池のほとりの梅の木の下で座禅を行っていた。そのそばに弟子が行ってみたものの、禅師の姿がない。月が映る池に弟子が石を投げ入れると禅師が現れて腹痛を訴え、その腹には小石のような固いものがある。そこで弟子が池に入って石を取り出すと、禅師の腹痛も治ったという。このことから禅師は月江と呼ばれるようになり、水池を月江水、池のほとりの梅の木を「月江の泣き梅」と言ったとされる。

## 文化財

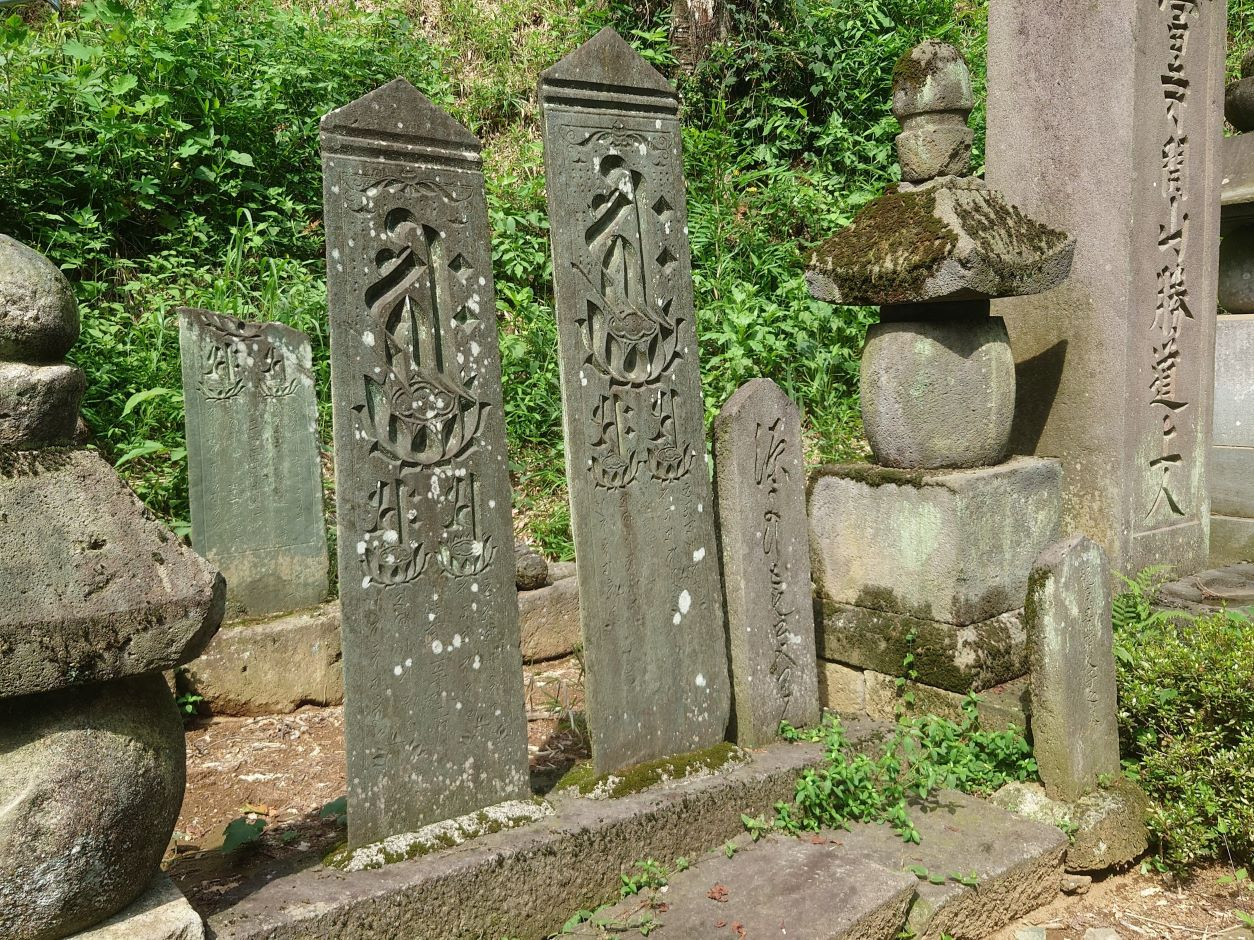
珊瑚寺の板碑と多宝塔（前橋市指定重要文化財）

- 珊瑚寺の板碑と多宝塔（前橋市指定重要文化財）昭和36年5月6日指定[16][1]
  - 正和4年（1315年）[17]、建武元年（1334年）[18]、建武2年（1335年）の銘のある板碑。

## 周辺
- 国道353号
- 富入沢ダム
- 道の駅ふじみ
- 前橋市立石井小学校
- 世界の名犬牧場